# Коруши
Кору́ши (порт.  Coruche; [ku'ɾuʃ(ɨ)]) — посёлок городского типа в Португалии, центр одноимённого муниципалитета в составе округа Сантарен. Численность населения — 9,2 тыс. жителей (посёлок), 20,2 тыс. жителей (муниципалитет). Посёлок и муниципалитет входят в экономико-статистический регион Алентежу и субрегион Лезирия-ду-Тежу. По старому административному делению входил в провинцию Рибатежу.
Покровителем посёлка считается Дева Мария (порт. Maria).
Праздник посёлка — 17 августа.

## Расположение
Посёлок расположен в 33 км на юго-восток от города Сантарен на берегу реки Рая.
Муниципалитет граничит:
- на севере — муниципалитеты Алмейрин, Шамушка
- на северо-востоке — муниципалитет Понте-де-Сор
- на востоке — муниципалитет Мора (Эвора)
- на юго-востоке — муниципалитет Аррайолуш
- на юге — муниципалитеты Монтемор-у-Нову, Монтижу
- на юго-западе — муниципалитет
- на западе — муниципалитет Бенавенте
- на северо-западе — муниципалитет Салватерра-де-Магуш

## Население
| Население муниципалитета Коруши (1801—2004) | Население муниципалитета Коруши (1801—2004) | Население муниципалитета Коруши (1801—2004) | Население муниципалитета Коруши (1801—2004) | Население муниципалитета Коруши (1801—2004) | Население муниципалитета Коруши (1801—2004) | Население муниципалитета Коруши (1801—2004) | Население муниципалитета Коруши (1801—2004) | Население муниципалитета Коруши (1801—2004) |
| ------------------------------------------- | ------------------------------------------- | ------------------------------------------- | ------------------------------------------- | ------------------------------------------- | ------------------------------------------- | ------------------------------------------- | ------------------------------------------- | ------------------------------------------- |
| 1801                                        | 1849                                        | 1900                                        | 1930                                        | 1960                                        | 1981                                        | 1991                                        | 2001                                        | 2004                                        |
| 3920                                        | 4943                                        | 9634                                        | 18 317                                      | 27 437                                      | 25 278                                      | 23 634                                      | 21 332                                      | 20 629                                      |

## История
Поселок основан в 1182 году.

## Районы
В муниципалитет входят следующие районы:
1. Бишкаинью
2. Бранка
3. Коруше
4. Косу
5. Эрра
6. Фажарда
7. Сантана-ду-Мату
8. Сан-Жозе-да-Ламароза